# Fabulous Flournoy
Fabulous Flournoy (* 31. Juli 1973 in Bronx, New York City) ist ein US-amerikanisch-englischer Basketballtrainer und -spieler. Nach dem Studium in seinem Geburtsland wurde Flournoy Profi in der British Basketball League (BBL) und nahm die britische Staatsbürgerschaft an. Für seine Wahlheimat England nahm er auch an internationalen Spielen als Nationalspieler teil und gewann mit der Auswahl 2006 bei den Commonwealth Games eine Bronzemedaille. Als Spieler gewann er insgesamt sechsmal die Play-offs der BBL, davon als Spielertrainer der Newcastle Eagles fünfmal. Fünfmal wurde er als Trainer der BBL-Saison geehrt und ist damit zusammen mit Kevin Cadle der Trainer mit den meisten Auszeichnungen in dieser Kategorie der BBL.

## Karriere
Flournoy ging 1991 zum Studium an das Panola Junior College in Carthage (Texas), wo er für die Hochschulmannschaft Ponies in der National Junior Collegiate Athletic Association (NJCAA) spielte. Nach dem Ende seiner zweijährigen Studienzeit am Junior College führte er sein Studium an der McNeese State University in Lake Charles im benachbarten US-Bundesstaat Louisiana fort, wo er weitere zwei Jahre für die Hochschulmannschaft Cowboys in der Southland Conference der NCAA Division I spielte. In der zweijährigen Spielzeit von Flournoy gelangen den Cowboys jedoch keine besonderen Erfolge oder Qualifikationen für landesweite Endrunden in der „Postseason“.
1996 begann Flournoy eine Karriere als Profi in der British Basketball League bei den Bullets aus Birmingham, die zuvor erstmals die Play-offs der BBL gewonnen hatten. Nachdem sie die Titelverteidigung verpassten, waren sie in der Spielzeit 1997/98 zum Abschluss der Hauptrunde punktgleich mit dem Ersten Greater London Leopards, die jedoch in der ersten Runde der Play-offs verloren. Damit war der Weg frei für die Bullets, die mit BBL-Topscorer Tony Dorsey der Titelgewinn in den Play-offs gelang. Dorsey wechselte anschließend zu den Manchester Giants und die Bullets schieden als Titelverteidiger in den Play-offs 1999 gegen die Giants aus. In der folgenden Spielzeit 1999/2000 sahen sich die beiden Kontrahenten im Finalspiel der Play-offs gegenüber und erneut behielten die Giants mit BBL-MVP Dorsey die Oberhand gegenüber den Bullets. Anschließend verließ Flournoy die finanziell angeschlagenen Bullets, die wie die Giants später aufgelöst wurden, und wechselten zu den Sharks aus Sheffield. Unter Trainer Chris Finch gewann man die damalige „Northern Conference“ der BBL und erreichte das Play-off-Finalspiel, das jedoch gegen die Leicester Riders verloren ging.
Für die Saison 2001/02 wechselte Flournoy zu den Eagles aus Newcastle upon Tyne. Die Eagles waren bis dahin eine der langlebigsten, aber auch erfolglosesten Franchises der BBL gewesen. Der letzte Titelgewinn war der Pokalgewinn im von Verband England Basketball organisierten „National Cup“ 1991 gewesen und an ihrem neuen Standort in Newcastle hatten die Eagles seit 1995 noch nichts gewonnen. Nach einem Jahr übernahm Flournoy als Spielertrainer die sportliche Verantwortung im Verein und profitierte im Folgenden vom Ausscheiden der erfolgreichsten Franchises der 1990er Jahre aus der BBL. Neben den Bullets und den Giants stellten auch die Londoner Franchises Leopards und Towers den Spielbetrieb in der BBL ein. Die Eagles konnten sich zunächst zwar erfolgreich für die Play-offs der BBL qualifizieren, schieden dort jedoch meist frühzeitig aus. Nach dem Einstieg des neuen Eigentümers Paul Blake konnte man in der Saison 2004/05 mit dem Gewinn des Ligapokals „BBL Trophy“ erstmals einen Titelgewinn in der jüngeren Vereinsgeschichte feiern. Anschließend gewann man als Hauptrundenzweiter das Finalspiel der Play-offs mit drei Punkten Unterschied gegen den Hauptrundenersten Chester Jets und sicherte sich auch erstmals diesen Titel. Flournoy gewann erstmals die Auszeichnung als Trainer des Jahres der BBL. Diese Auszeichnung wurde ihm auch in der folgenden Saison zuerkannt, in der die Eagles mit Nationalspieler Drew Sullivan als MVP der BBL alle Titel am Ende gewannen. Mit der englischen Basketballnationalmannschaft gewann Flournoy als Spieler bei den Commonwealth Games 2006 eine Bronzemedaille.
Nach dem totalen Triumph litten die Eagles in der Saison 2006/07 unter dem Verlust von Sullivan und qualifizierten sich nur als Dritte der Hauptrunde für die Play-offs, in denen sie jedoch am Ende siegreich waren und diesen Titel als einzigen verteidigen konnten. In der folgenden Saison 2007/08 gewannen sie nach nur vier Saisonniederlagen mit BBL-MVP Lynard Stewart die Hauptrunde der BBL, konnten jedoch ihren Play-off-Titel nach einer Niederlage gegen die Milton Keynes Lions im Halbfinale nicht verteidigen. In der folgenden Saison 2008/09 verlor man im Halbfinale des Ligapokals „BBL Cup“ gegen die neue Franchise Everton Tigers, die anschließend in diesem Wettbewerb ihren ersten Titel gewann, konnte aber ansonsten alle Titel der BBL gewinnen. Während Trey Moore als Spieler der Eagles zum MVP der Saison ernannt wurde, blieb Flournoy eine weitere Auszeichnung als Trainer der Saison zunächst versagt. Dieser wurde ihm in der folgenden Saison erneut zuerkannt, nachdem die Eagles 2010 zum dritten Mal in Folge die Hauptrunde der BBL gewonnen und ihren Titelgewinn in der BBL Trophy erfolgreich verteidigt hatten. In den Halbfinalspielen der Play-offs verlor man jedoch zweimal gegen die Everton Tigers, die anschließend auch diesen Titel gewinnen konnten. Als Mersey Tigers erwies sich diese Mannschaft in der folgenden Saison sportlich als dominant und gewann bis auf den BBL Cup alle Titel der BBL. Die sportlichen Erfolge nach der Loslösung vom Stammverein FC Everton waren jedoch durch ein erhebliches finanzielles Defizit erkauft worden und in der Saison 2011/12 waren die Eagles kaum zu gefährden und gewannen alle Titel der BBL. Joe Chapman gewann die Auszeichnung als MVP der Saison und Flournoy erhielt zum insgesamt vierten Mal die Auszeichnung als Trainer des Jahres. Vizemeister Leicester Riders mit Nationalmannschaftskapitän Drew Sullivan konnte jedoch den Eagles in der folgenden Spielzeit 2012/13 nahezu alle Titel wieder entreissen. Einzig der Titelgewinn in der BBL Trophy ging an die Sheffield Sharks, während die Finalspiele im BBL Cup und in den Play-offs von den Eagles gegen die Riders verloren wurden.
2019 machte ihn Nick Nurse, der Flournoy 1996 nach Birmingham geholt hatte, zu einem seiner Assistenztrainer bei den Toronto Raptors in der NBA.